# Joseph Karl Stieler

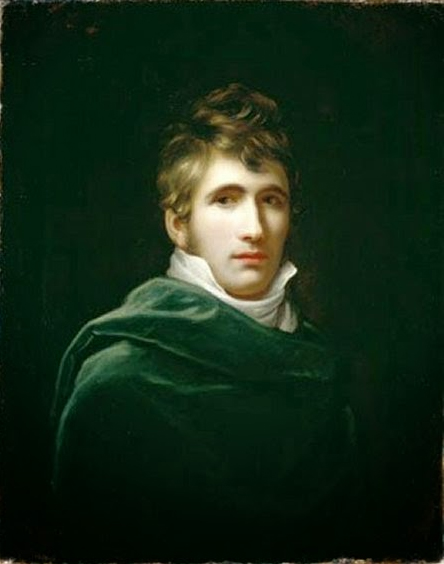
Autoportret

Joseph Karl Stieler (1 noiembrie 1781, Mainz – 9 aprilie 1858, München) a fost un pictor german. Din 1820 până în 1855 a lucrat ca pictor de curte al regilor bavarezi. Este cunoscut pentru portretele neoclasice, în special pentru Galeria de frumuseți de la Castelul Nymphenburg din München.

## Biografie
Născut în orașul Mainz într-o familie cu o lungă tradiție de gravori, Stieler a primit unele indicații artistice de la tatăl său, August Friedrich Stieler (1736-1789). După moartea timpurie a tatălui său, Joseph Karl și-a început cariera ca un pictor de miniaturi, din ce în ce mai căutat de către cercurile burgheze.
După ce Mainz a fost ocupat de trupele revoluționare franceze în 1792, Stieler a urmat curtea expulzată a prințului-arhiepiscop Friedrich Karl Joseph von Erthal la Aschaffenburg. Aici el s-a întâlnit cu arhiepiscopul Karl Theodor Anton Maria von Dalberg, care a devenit cel mai important protector și finanțator al său.
Din 1802 până în 1805 a urmat Academia de Arte din Viena la clasa lui Heinrich Füger. Stilul portretistic al lui Stieler s-a format în special în timpul lucrului în atelierul parizian a lui François Gérard, un student al lui Jacques-Louis David. În 1808 el s-a stabilit ca portretist independent în orașul Frankfurt și în 1810 a călătorit prin Italia. Din 1812 a lucrat la curtea regelui Maximilian I Joseph de Bavaria.
În 1816 a călătorit din nou la Viena pentru a picta portretul împăratului Francisc I al Austriei. Între februarie și aprilie 1820 a lucrat la portretul lui Ludwig van Beethoven, care este probabil cea mai cunoscută lucrarea a sa. În 1847 a pictat portretul Lolei Montez, a cărei relație cu regele Ludwig I al Bavariei a dus la abdicarea monarhului în anul următor.
Stieler s-a retras în 1855 pentru a trăi la casa sa de la țară, în Tegernsee. A murit la München trei ani mai târziu. Fiul său Karl Stieler (1842–1885) a devenit un scriitor cunoscut.

## Galerie

Picturi
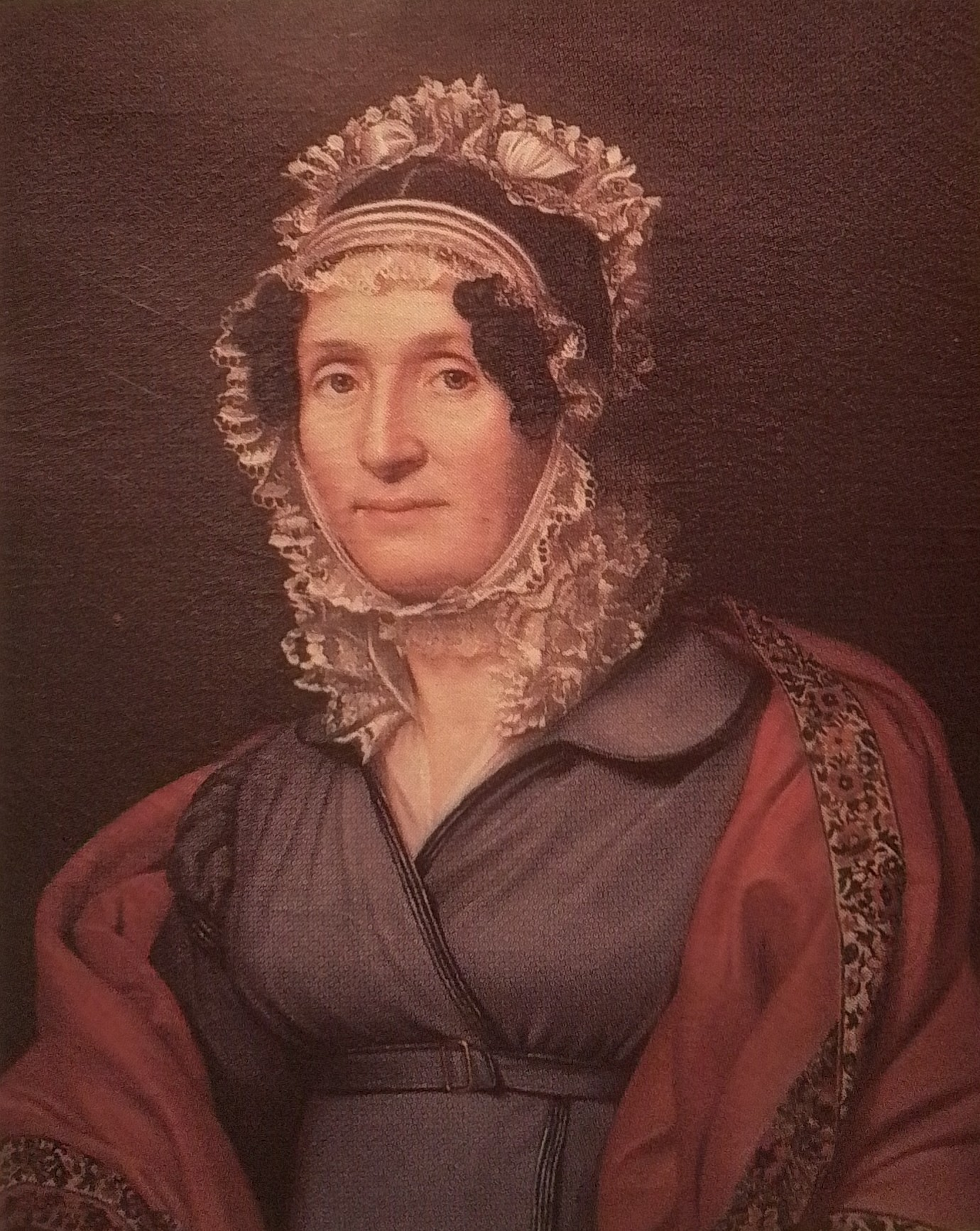
Letizia Ramolino, 1811
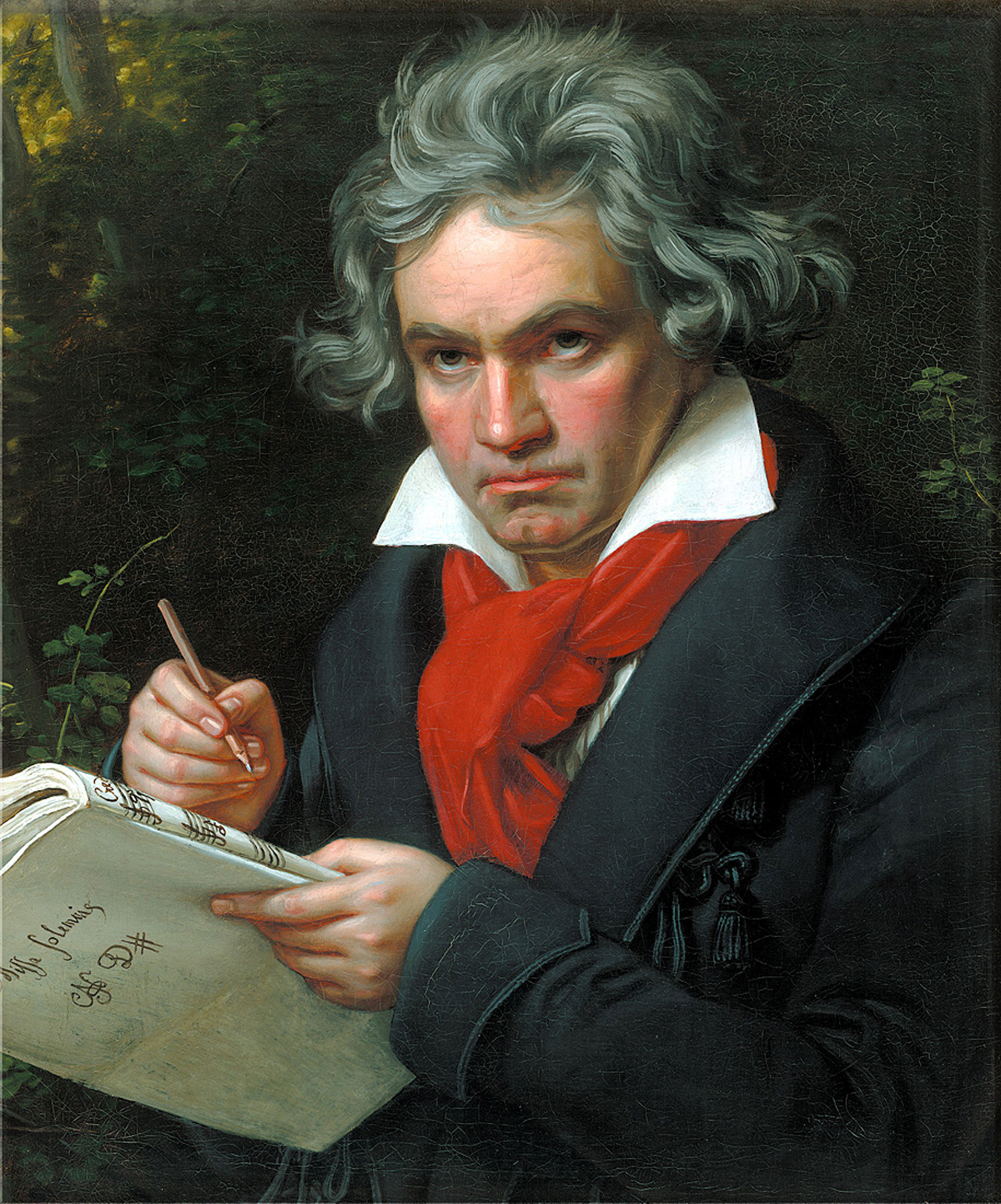
Portret a lui Ludwig van Beethoven, 1820
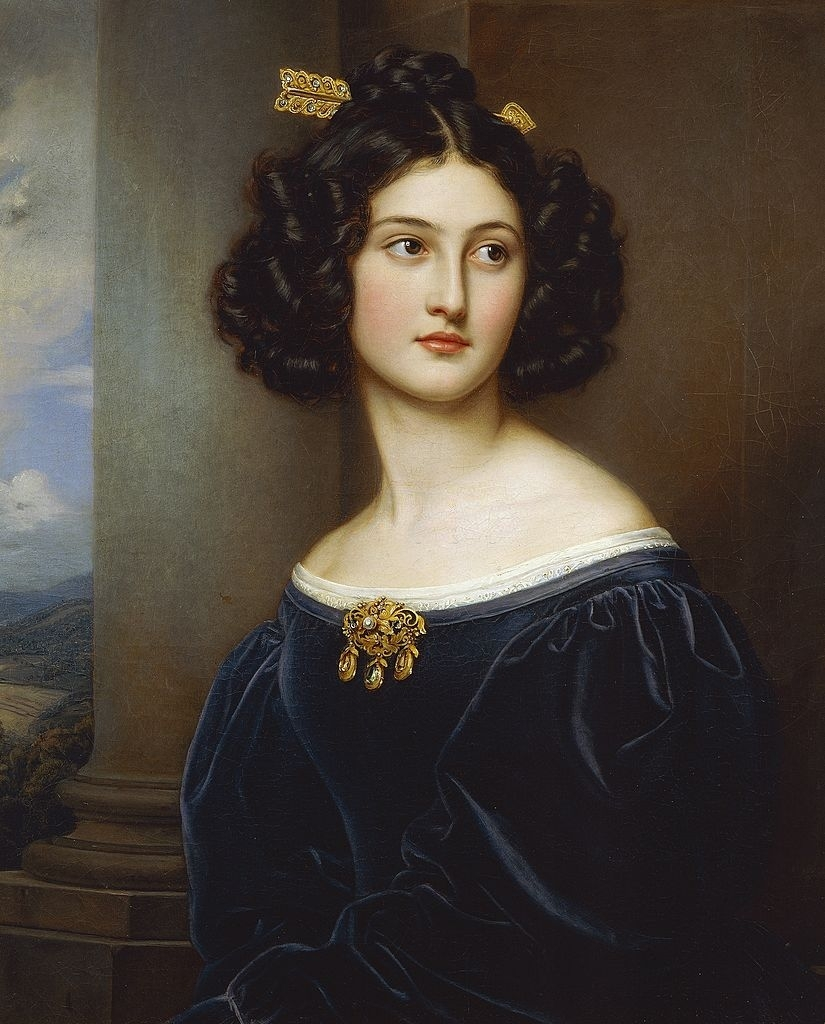
Nanette Kaula, 1829
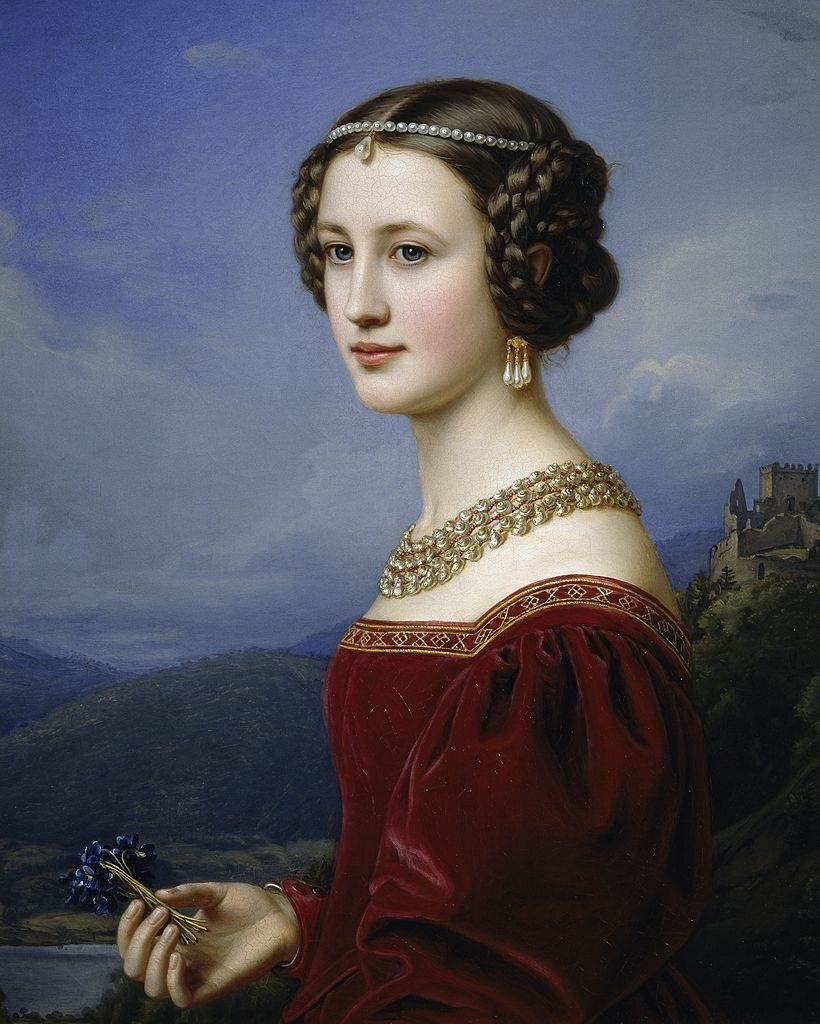
Cornelia Vetterlein, 1828
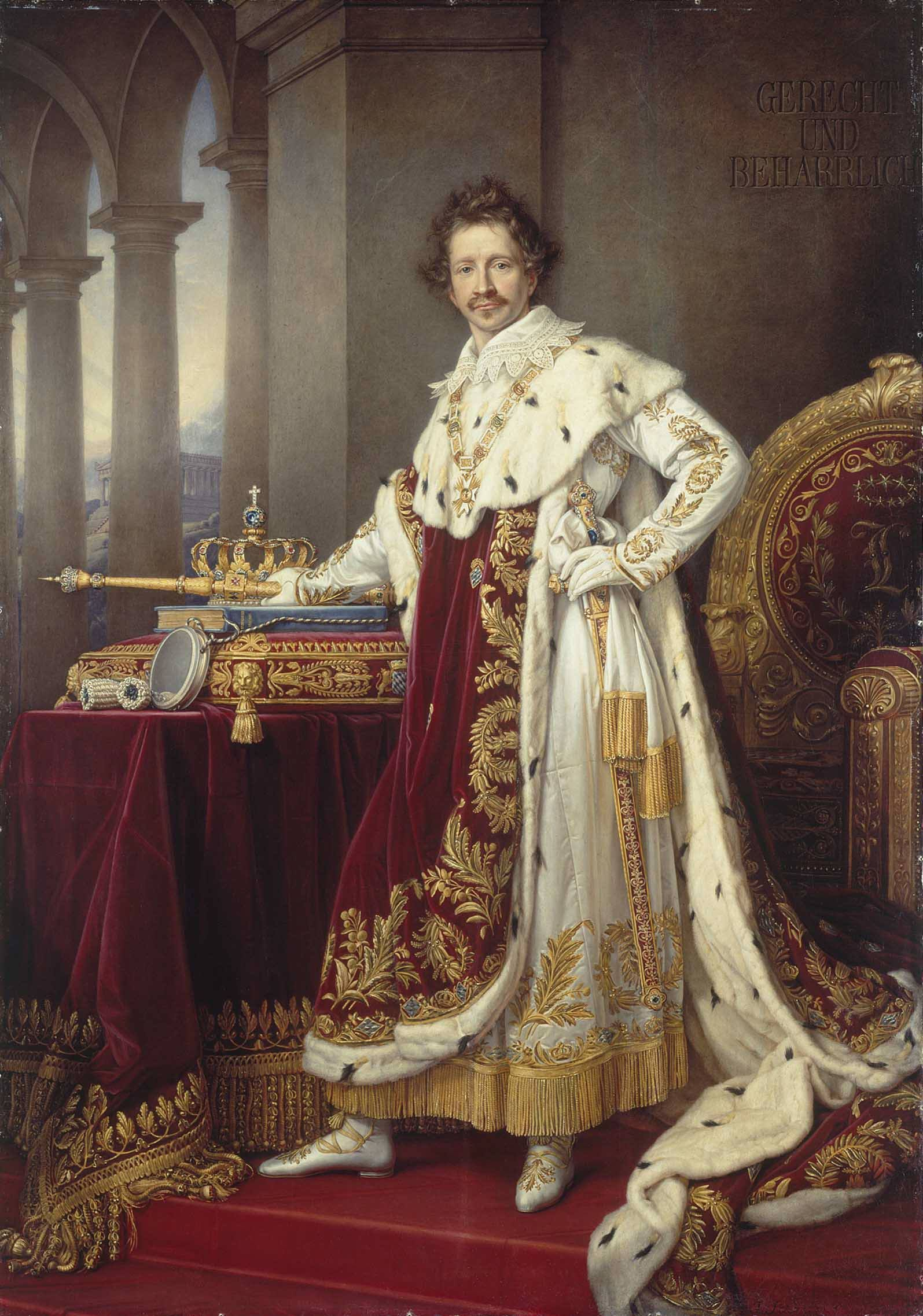
Regele Ludwig I în roba de încoronare, 1826
Helene Sedlmayr
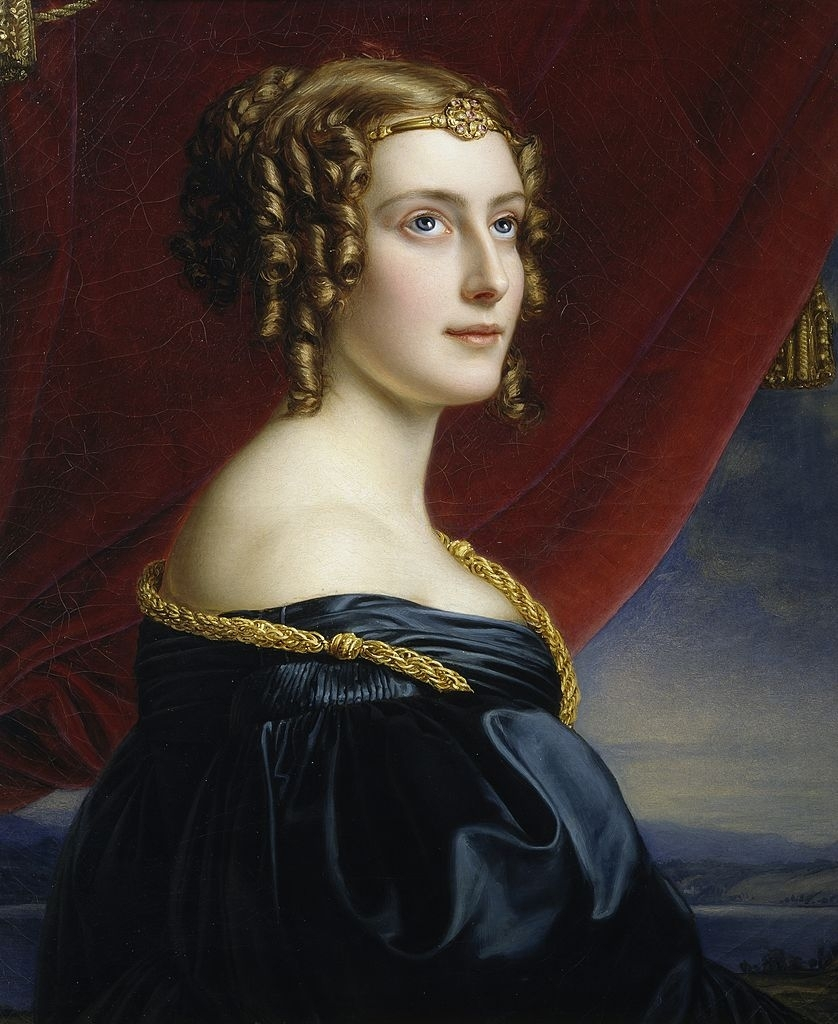
Lady Jane Elizabeth Digby, fiica amiralului Henry Digby
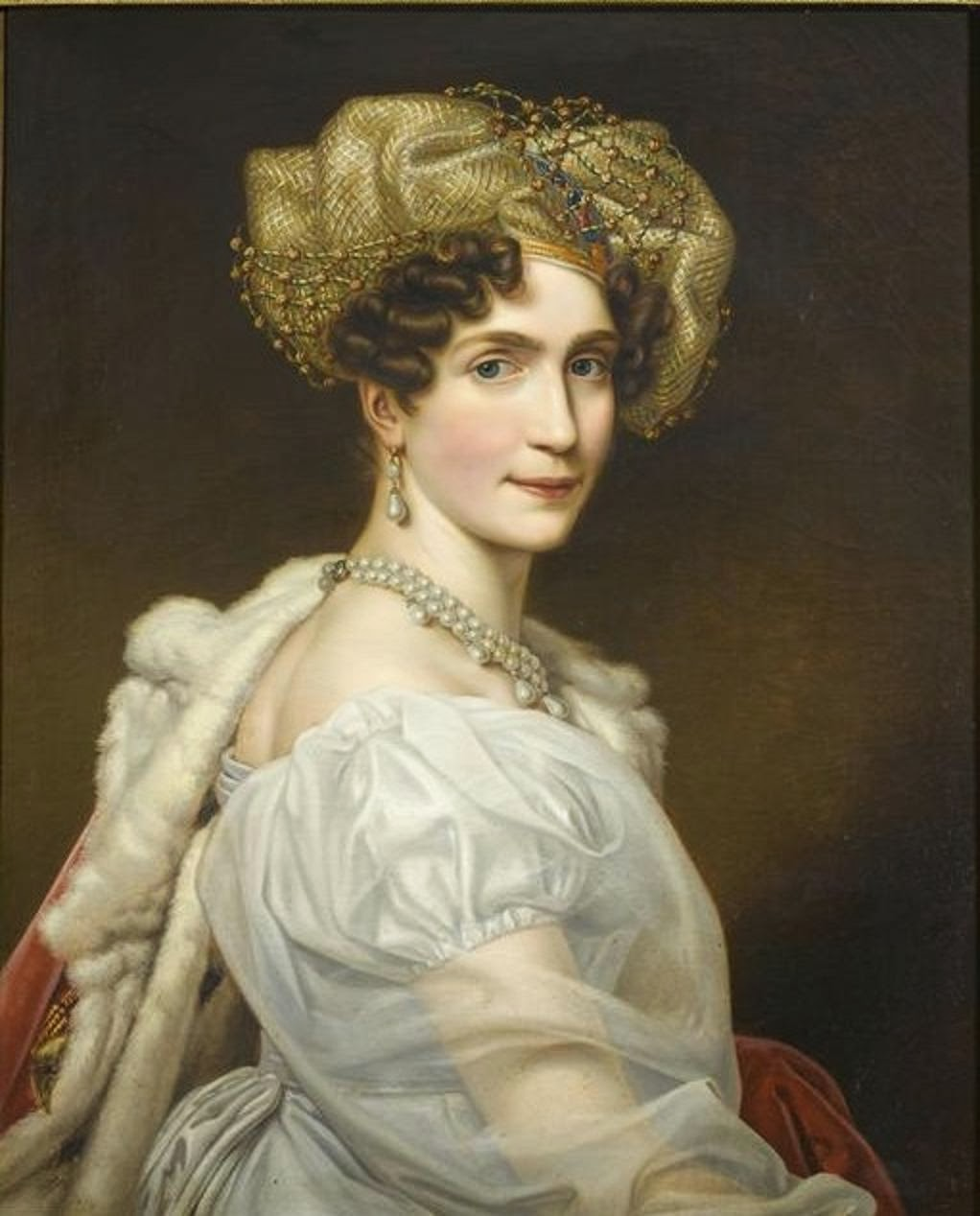
Prințesa Auguste-Amélie de Bavarie
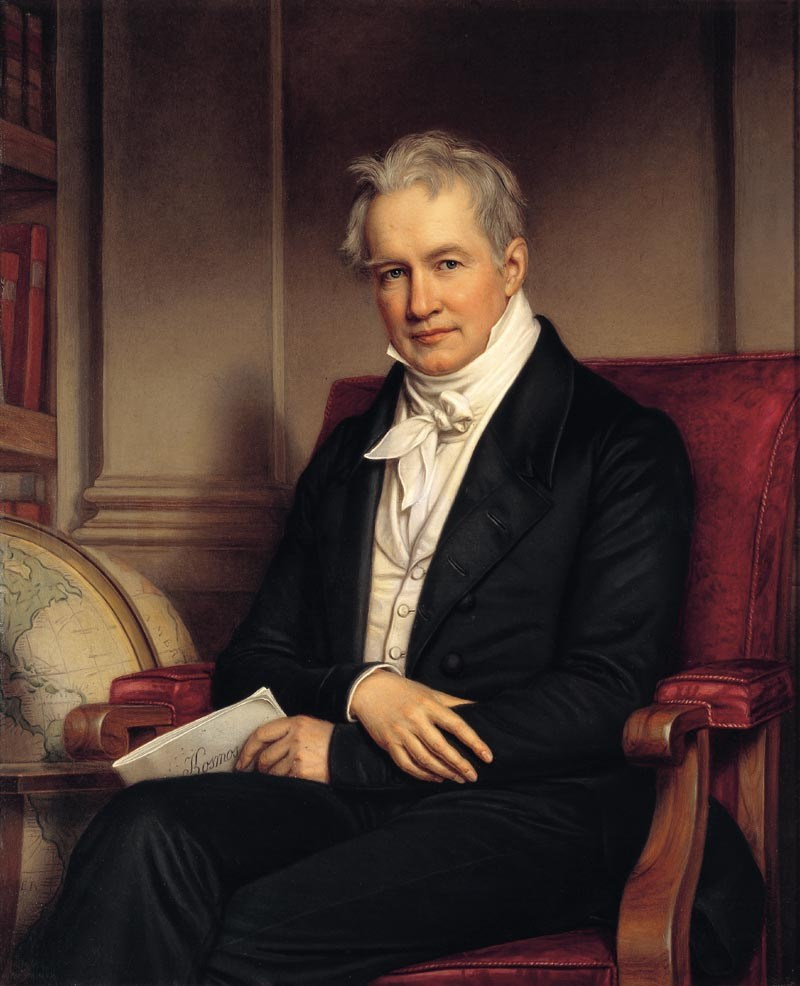
Alexander von Humboldt, 1843
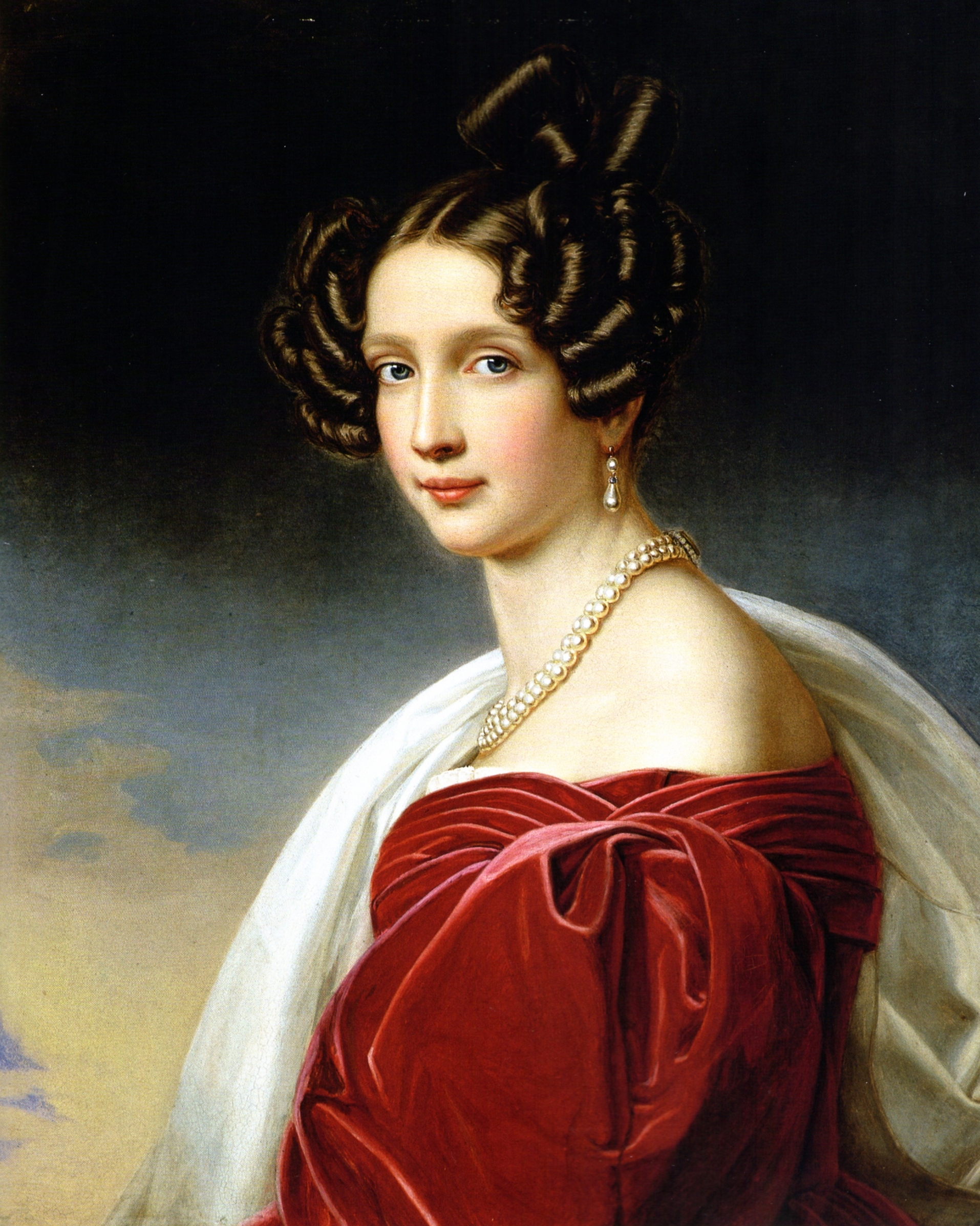
Sofia, Arhiducesă de Austria, 1832
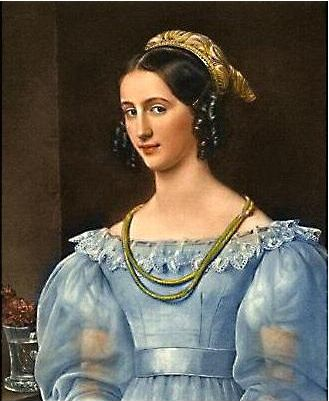
Regina Daxenberger, 1829
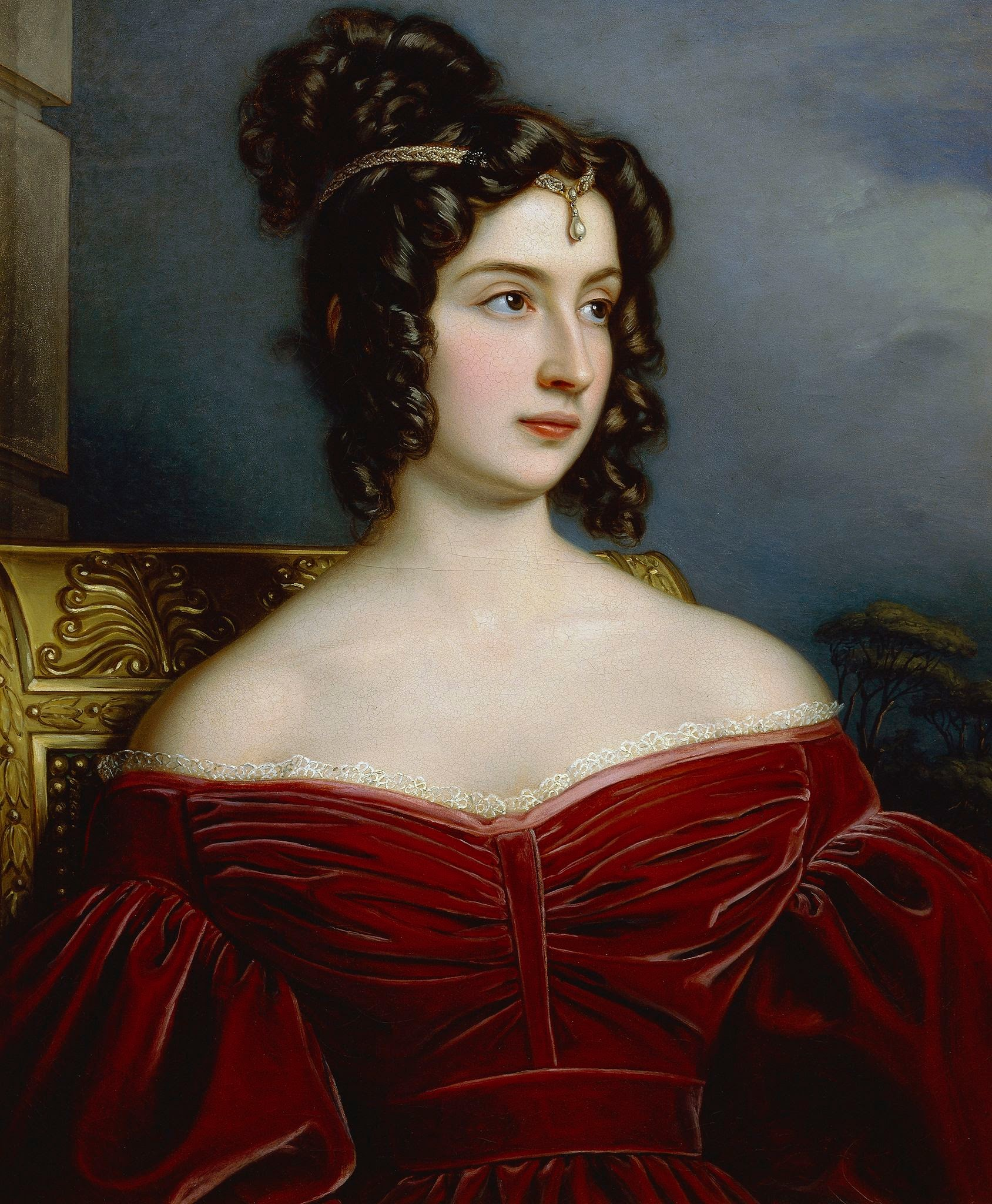
Marianna Marquesa Florenzi, 1831
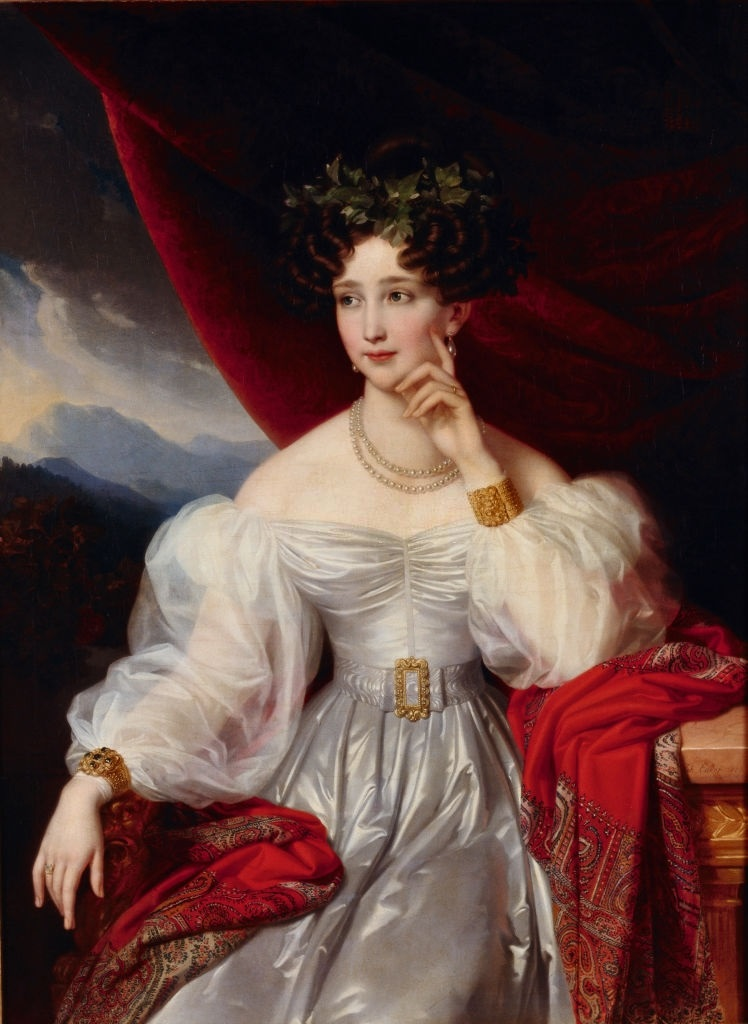
Prințesa Sofia de Bavaria, 1830
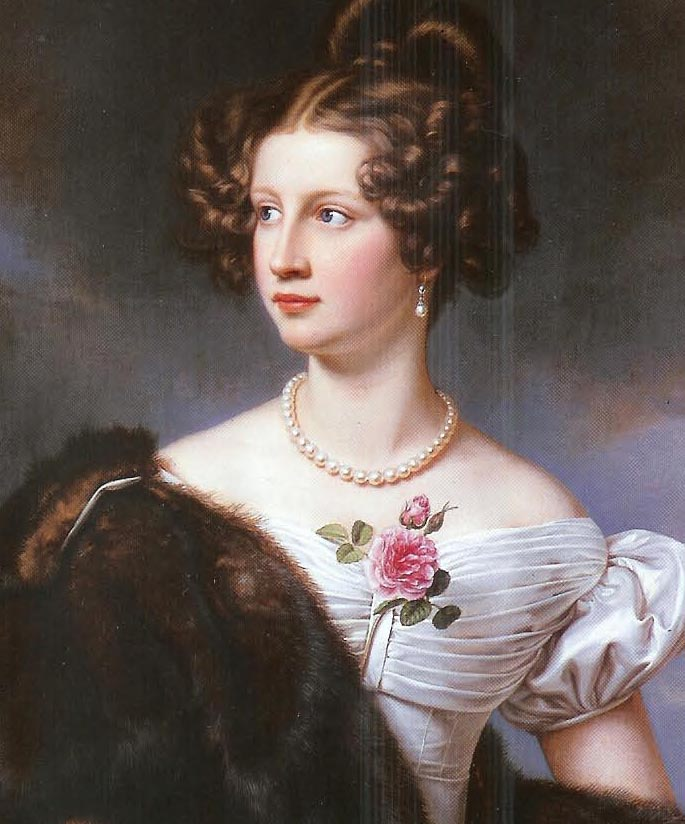
Amalie Adlerberg, 1827
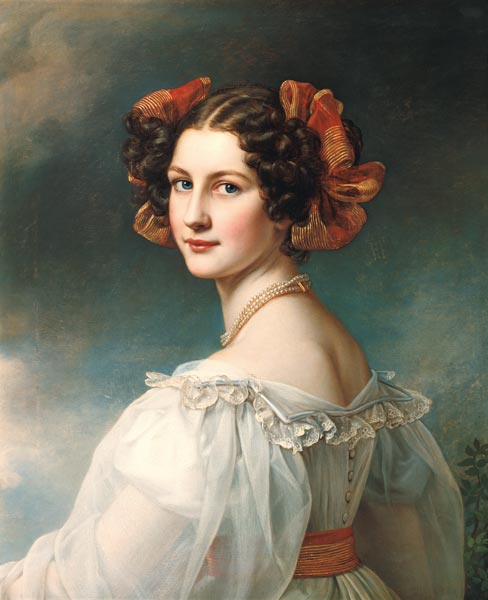
Auguste Hilber, 1827
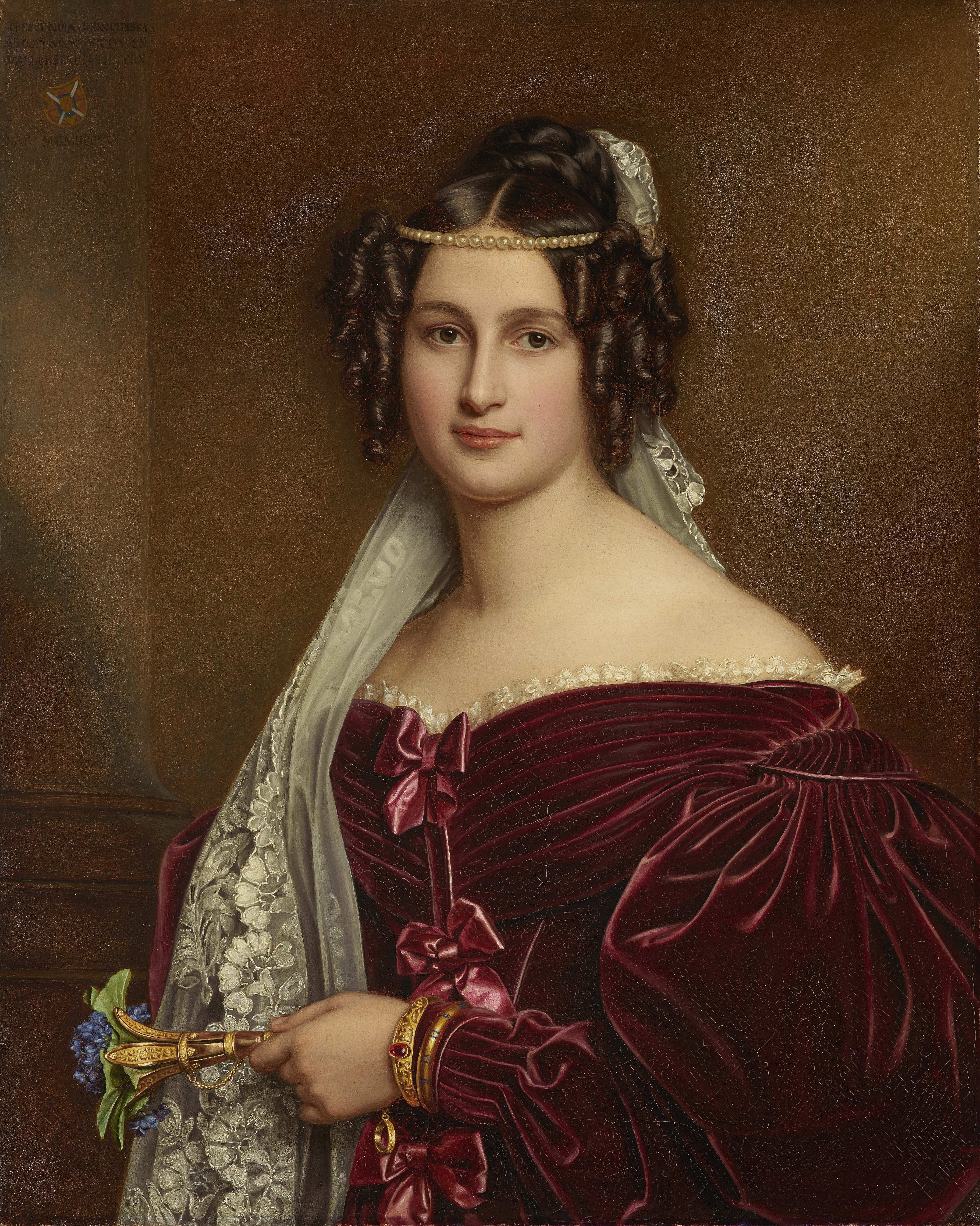
Crescentia Bourgin, 1833